# 罪證解碼
《罪證解碼》（日语：LADY〜最後の犯罪プロファイル〜）通稱LADY。是一部於2011年1月7日起，由日本TBS電視台於逢每週五22:00〜22:54（日本標準時間）播出的電視連續劇，由北川景子主演，木村多江、平岡祐太、須藤理彩、要潤、小澤征悦等人參演。首回播放時間為21:00〜23:09。

## 劇情
該劇以犯罪行動分析室為背景，講述一群犯罪心理分析官通過分析罪犯心理來破案的故事。在片中北川景子飾演的天才香月翔子，是一個對工作異常投入，卻對戀愛表現得非常拙劣的角色。

## 主要人物

### 警視廳搜查一課犯罪行動分析室(CriminalProfilingSupportTeam)
- 香月翔子：北川景子〔26〕〔17歳：相葉香凛〕

1984年8月22日出生。 從美國FBI回來的天才犯罪心理分析官，10年前與妹妹舞子目睹父親工作的大學發生大火。
- 結城晶：木村多江〔39〕

1971年3月16日出生。心理學家。患有心室中膈缺損。第7章中，CPS成員發現了他的過去，5年前的案件中，她負責為拓植作心理分析。曾與拓植相戀。
- 新堀圭祐：平岡祐太〔28〕

事件情報數據統計分析隊員，因香月與前女友相像而喜歡上了香月。
- 奥居萬里江：須藤理彩〔34〕

情報分析班情報分析官。
- 寺田毅彦：要潤〔32〕

1978年2月21日出生。現場調查隊長。法醫學者。

### 警視廳搜查一課
- 柘植正樹：中山裕介〔39〕〔14歳：井上翔〕

第五強行搜查班係長。
- 石渡順也：細田義彥

第五強行搜查班刑事。
- 久保田公一 ：吉家章人

捜査一課刑事。
- 搜查一課的刑事：青柳翔、坂本充廣
- 藤堂雄一郎：小澤征悦〔37〕

管理官。

### 其他角色
- 香月舞子：岡本杏理〔19〕（幼年時期：青山愛依）

翔子之妹，大學一年級，10年前與姐姐翔子目睹父親工作的大學發生大火，自此得了創傷後壓力症候群。
- 香月直也：鶴見辰吾

翔子和舞子的父親。10年前在工作的大學發生大火中不幸罹難。當年追查到女高中生殺人事件的兇手“Lady Killer”是自己後輩今泉的女兒，欲通知當時參與調查的結城，但被今泉刺殺，現場偽裝成火災事件。
- 真鍋佳代子：久世星佳（第8章、第9章）

警視廳刑事部理事官。要求柘植對結城做身家調査。在第9章中被不明人士殺害。
- 今泉：哀川翔（第5章、第9章、完結篇）

心理醫生、香月的父親直也的後輩。曾為梶原及真鍋進行診療。10年前殺害翔子的父親的真兇、另4起女高中生殺人事件的兇手。完結篇中與炸彈客梶原皆被逮捕。
- 開場旁白：升田尚宏（TBS主播）

### 各集角色/客串演員
第1章
- 國木田譲〔26〕：DAIGO（幼年時期：中島凱斗）

因痛恨父親虐待弟弟，更怨恨母親當時沒救弟弟，種下日後殺人的種子。通稱「食紙殺人魔」，小時後因父親虐待，兩兄弟經常沒有東西可吃，只能以紙張充飢。犯案後會將紙張塞入口中咀嚼，因此犯案現場會出現咀嚼過的紙張。在受虐兒童防治中心做電腦維護工作，見到兒童受虐的案件不停增加，兒時的記憶引發了殺機，以解救兒童的復仇者姿態，專挑虐待兒童的家庭下手，用不同的方式將虐童的父母親殺害或虐待致死。
- 國木田美代子：杉田薰

譲的母親。
- 國木田隆明（當時38歲）：二階堂智

譲的父親。
- 國木田文則（當時7歲）：大江駿輔

譲的弟弟。7歲時因父親隆明的虐待致死。
- 岡林重文：竹中直人

警視廳搜查一課課長。「食紙殺人魔」的受害者之一。下班回家後,發現妻女被兇手綑綁,自己也慘遭毒手。
- 岡林重文的妻子：東由貴

「食紙殺人魔」案件的受害者之一,與女兒被兇手綑綁控制,丈夫回家後三人全部遇害。
- 岡林重文的女兒：岩清水華衣

- 「食紙殺人魔」案件的受害者之一,與母親一同被兇手綑綁,父親回家後不幸遇害。

- 楡：中平良夫

警視廳職員。
- 警視廳犯罪行動演習中，扮演炸彈客的警方人員：小澤一敬（SPEED WAGON）
- 伊野充：佐藤詩音
- 本宮：鈴之助

警視廳逮捕的男子。
- 新聞主播：竹内香苗（TBS電視主播）

第2章
- 徳山茂：塚地武雅（醉龍（日语：ドランクドラゴン））

板橋南署的生活安全課課員。被清美設局陷害。
- 田宮清美：佐藤江梨子（少女時期：咲良菜緒）

與繪里及久美子都是同一間美容院的美容師。小時後母親為了交往的男人經常不在家，負起了照顧妹妹的責任。也因此行為出現偏差，認為只有自己才是對妹妹最好的人。4年前妹妹交了男友，跟過去的母親一樣經常出門，清美自覺被背叛，因此在一次的出遊中。將妹妹清美從橋上推落致死、之後這種扭曲的姊妹情還加諸在自己的兩位好友上，兩位好友都被清美用注射毒藥的方式殺害。
- 田宮琴美：松尾寧夏（幼年時期：永井穗花）

清美的妹妹。4年前意外摔死。
- 大友繪里：大村彩子

板橋區女性跟蹤狂連續殺人事件的第2位被害者。實際懷有身孕。
- 今岡：高橋努

繪里的男友。
- 西野久美子：諏訪井莫妮卡

板橋區女性跟蹤狂連續殺人事件的第1位被害者。
- 梶山：榊英雄

清美服務美容院的店長。
- 杉並署生活安全課課員：柏原收史
- 清美與琴美的母親：澤口夏奈子

單親媽媽。有了新的交往對象後，就經常不在家，兩個女兒只能以冷凍食品充飢。
- 警視廳職員：田口主將

第3章
- 三宅隆史：片岡鶴太郎

監察醫生。寺田的恩師。
- 三宅奈緒子：野崎萌香

隆史的女兒。吸血鬼殺人事件的被害者之一。
- 中野正敏：大東俊介

幻想在茶臼岳登山途中不幸滑落死亡的戀人彩香會復活、獨自實行恐怖的殺人復活的儀式，期待戀人因此復活的殺人犯。所有被害女性身上的血幾乎被抽乾，一隻手指上的指甲被拔掉。
- 武林弘一：長谷川朝晴

神奈川縣警捜査一課管理官。
- 松尾善雄：小木茂光

橫濱港西署刑事。
- 内村健一：森岡龍

醫院護理師。將醫院的病人資料提供給兇手的共犯。
- 上原誠：恩田隆一

監察醫生。
- 神奈川縣警刑事部長：市村俊明

第4章、第5章
- 巽聰史（24）：柳樂優彌（4歳：須田琉雅）

17歳時殺了7個人的死刑犯。監禁於東京拘留所。高知識份子，智商高達140以後父親被殺，因為害怕躲進櫥櫃，之後目睹母親拿著刀子，「母親是殺人犯」的記憶便深烙在聰史心中，日後也將自己的母親殺害。在最後一次徵訊上CPS提出了證據，聰史的父親實際上是被強盜殺害。4歲時的錯誤記憶，導致聰史日後犯下無可挽回的重罪。
- 吉野：久保貫太郎（第4章）

木場男性刺殺事件的被害者。
- 吉野之妻：七海映子（第4章）
- 吉野博人：石田龍輝（第4章）

吉野的孩子。
- 警察官：森山米次（第4章）

八王子警察官刺殺事件的被害者。
- 東京拘留所的看守人：加瀬尊朗、維洛武田
- 北村（32）：袴田吉彦（第4章）

木場男性刺殺事件及八王子警察官刺殺事件的真兇。
- 松本愛莉：淺見姫香

誘拐事件的被害者。患有心室中膈缺損。
- 誘拐犯戸口（19～20）：川村亮介（第5章）

為了要求警方查明聰史殺人案件真相，而誘拐愛莉的犯人。是聰史的弟弟。
- 愛莉的父親：中島健光（第5章）
- 愛莉的母親：野野村花音（第5章）
- 聰史的母親：赤澤六子（第5章）

因丈夫被殺精神近乎崩潰，將聰史遺棄。之後與成年聰史相遇，希望將聰史接回家，卻被聰史殺害。
- 聰史的父親：徳大樹（第5章）

在聰史4歲時被人殺害。
- 強盗犯：江澤大樹（第5章）

20年前曾犯下連續強盗殺人事件的強盜犯。殺害聰史父親的真兇。
- 連續殺人事件被害者：春海光里、宮村智子、姫乃惠美里、白華百合、小嶋麻琴、合志英知、佐藤研兒

第6章
- 38號（高井陽介）（28）：忍成修吾（10歳：加部亞門）

犯下1人死亡、3人受傷刑案的殺人犯。
- 日高恵美（33）：紺野真晝

筆名。設計雜誌撰稿人，本名高井理恵子。陽介的姐姐。
- 高井睦美（54）：梅澤昌代

正樹之妻、陽介及理恵子的母親。
- 高井正樹（55）：大鷹明良

睦美之夫、陽介及理恵子的父親。有暴力傾向，18年前殺害自己的外遇對象被逮捕，家人被貼上「殺人犯的家屬」標籤。被懷恨在心的兒子陽介殺害。
- 西田：徳永淳

新宿西署的警官。
- 「PUB&SNACK梨子」的女服務生：西田薫
- 刑事：須田邦裕、永井努
- 警官：山崎畫大
- 汽車修護工：冬本俊
- 男子：宮良洋平
- 靜香（回憶）：北川景子（分飾角色）

新堀大學時代交往的女友。立志成為律師，參加2次司法考試卻都落榜。因為新堀的一句話「妳考上的機率只有12%」而離開了他。給新堀的信上寫的是「這世上有比數字更重要的東西」。
第7章
- 宮下麗華：市川由衣

5年前八王子女性4人誘拐殺人事件中唯一的倖存者。5年前被警視廳係長柘植解救後，為了替被殺的3位好友報仇，趁機將柘植的手槍拿走，槍殺了敏也，5年後再以同樣的手槍槍殺了三井及大川。
- 柿本弘也（28）：井坂俊哉
- 柿本敏也（享年18）：清水優
- 大川昭雄（27）：弓削智久
- 三井貴史（28）：佐佐木卓馬

以上4人是5年前八王子女性4人誘拐殺人集團的成員。弘也是最終唯一被捕的成員。
- 恭子：森村玲
- 麗華的朋友：岩崎繪理、湯淺奈津美

以上3人在5年前八王子女性4人誘拐殺人事件中被殺害。
- 柘植綠（享年10）：國光真央

警視廳係長柘植的妹妹。10歲時被歹徒綁架後撕票身亡。
- 記者：兒島功一
- 與大川同居的女子：安藤穂南

第8章
- 山岸卓也：戸次重幸（幼年時期：廣瀬公祐）

白領階級。小時與母親一起生活，但母親卻在之後離開他。因為想重溫小時後與母親玩的追逐遊戲，因此綁架多名與母親相似的女性。當女性出現反抗行為時，被親生母親拋棄的怨恨轉變為惱羞成怒，卓也就會舉刀狂刺，將綁架的女性殺害。
- 星野貴行：遠藤要

因涉嫌殺害獼生及憲子而被判處死刑的嫌犯，後來證實是冤枉的。過去因為犯罪牽連到自己的弟弟，導致弟弟自暴自棄淪為毒蟲，為了幫助弟弟戒毒，將弟弟使用的針筒掩埋，獼生及憲子遇害的地點恰巧就在附近。
- 真鍋佳代子：久世星佳
- 臼井：加門良

照顧星野的護士。
- 倉持獼生（當時34）：吉原朱美
- 松島憲子（當時33）：宮澤奈緒
- 田口陽子（當時35）栗田愛巳

以上3人被卓也綁架，因為反抗而被卓也殺害。
- 涼子（32）：松田沙希
- 穿紅色布鞋的男子：中村譲
- 女性：中川繪理加
- 電影院裡的男性客人：辻伊吹
- 電影院裡的女高中生：松本美咲
- 山岸的母親：森谷文

曾與卓也一起生活，對卓也相當溫柔。之後因故離開卓也。母子的嗜好是看電影。
第9章、完結篇
- 鳴海和馬：風間俊介

成長於富裕家庭、從名門高中畢業、大學考試接連落榜，因而自暴自棄沉迷電玩。1年前因被網路上認識的2人嘲笑，因此將對方殺害。2名被害人的拇指都被切斷。被今泉醫生刺殺身亡。
- 梶原英人：池田鐵洋

9年前被逮捕、半年前從看守所出獄的炸彈客。曾在今泉的診所接受心理諮詢。
- 鳴海和明：犬飼若博

和馬的父親。建築公司社長。
- 鳴海亞美：藤井佳代子

和馬的母親。
- 中谷正雄：中川真
- 警備員：本多隆二、横江泰宣、田中良
- 今泉詩織：藤原令子（完結篇）

10年前女高中生連續殺人事件的真兇。通稱“Lady Killer”。心理醫生今泉的女兒、翔子與舞子的好友。10年前轉學不久後，遭到同學欺凌。因被自己最要好的同學裕美子背叛，持刀刺死了裕美子。事後相當後悔及自責，最終自殺身亡。
- 坂下裕美子：志保（完結篇）

10年前女高中生連續殺人事件第1位被害者。詩織的好友，為求自保參與了欺凌，被心懷怨恨的詩織刺殺身亡。
- 女高中生連續殺人事件被害者：鈴木理那、五月女渚、西川智美、藤原花

10年前與裕美子共同欺負詩織的女高中生。被詩織的父親今泉醫生刺殺身亡。

## 收视率
| 集數                                                                | 播出日期      | 日文標題                                                                                        | 中文標題                                                                       | 劇本     | 導演     | 收視率 |
| ------------------------------------------------------------------- | ------------- | ----------------------------------------------------------------------------------------------- | ------------------------------------------------------------------------------ | -------- | -------- | ------ |
| Episode1                                                            | 2011年1月7日  | 日本初!犯罪分析のドリームチーム誕生! 天才プロファイラーVS紙喰う殺人鬼! 哀しき少年神隠しの深き闇 | 日本第一!犯罪分析團隊誕生 天才犯罪心理分析官VS食紙殺人魔! 隱藏少年背後深沉黑闇 | 荒井修子 | 平野俊一 | 13.8%  |
| Episode2                                                            | 2011年1月14日 | 赤い死者を吊るす殺人者…                                                                         | 赤色的絞刑殺人犯…                                                              | 渡邊雄介 | 山本剛義 | 9.3%   |
| Episode3                                                            | 2011年1月21日 | 純愛…天才VS美しき吸血鬼                                                                         | 純愛…天才VS美人吸血鬼                                                          | 徳永友一 | 今井夏木 | 8.5%   |
| Episode4                                                            | 2011年1月28日 | 天才VS天才死刑囚!神予言の罠                                                                     | 天才VS天才死刑囚!神的預言                                                      | 徳永友一 | 平野俊一 | 6.8%   |
| Episode5                                                            | 2011年2月4日  | 禁断の記憶プロファイル                                                                          | 禁斷的記憶犯罪心理分析官                                                       | 徳永友一 | 山本剛義 | 10.5%  |
| Episode6                                                            | 2011年2月11日 | 逃亡犯を追え…最期の告白                                                                         | 逃犯…最後的告白                                                                | 渡邊雄介 | 今井夏木 | 7.5%   |
| Episode7                                                            | 2011年2月18日 | 空白の23秒…殺人犯は刑事                                                                         | 空白的23秒…刑警殺人犯                                                          | 渡邊雄介 | 平野俊一 | 8.3%   |
| Episode8                                                            | 2011年2月25日 | 死の映画予告プロファイル                                                                        | 天才犯罪心理分析官死亡預告                                                     | 徳永友一 | 今井夏木 | 7.2%   |
| Episode9                                                            | 2011年3月4日  | 最後の事件…最悪の24時間                                                                         | 最終事件…險惡的24小時                                                          | 徳永友一 | 平野俊一 | 7.0%   |
| Episode Final                                                       | 2011年3月25日 | 終幕…もう一人の真犯人                                                                           | 落幕…真正的犯人                                                                | 徳永友一 | 平野俊一 | 8.3%   |
| 平均收視率8.72%（收视率为日本关东地区收视，由Video Research调查。） |               |                                                                                                 |                                                                                |          |          |        |

- 註1：因3月11日，日本宮城縣下午1點46分左右，發生芮氏規模9.0強震，所有電視劇暫停播出
- 註2：因地震延後兩週後於3月25日播出最終回Episode Final

## 主题曲
- 柴崎幸《無形的靈魂》(環球音樂)

## 制作人员
- 剧本：荒井修子（第3話原案）、渡邊雄介、徳永友一
- 監修： 桐生正幸〔關西國際大人間科學部人間心理學科教授〕
- 制作人：津留正明、 渡邊良介（大映テレビ）
- 导演：平野俊一、山本剛義（ドリマックス・テレビジョン）、今井夏木
- 音樂：河野伸、羽岡佳、中村浩士（i-dep）
- 音樂製作：志田博英
- 制作：TBS

## 外部連結
- 官方網站 （页面存档备份，存于）

## 作品的變遷
| 日本TBS 週五連續劇星期五22:00至22:54                                           | 日本TBS 週五連續劇星期五22:00至22:54 | 日本TBS 週五連續劇星期五22:00至22:54 |
| ------------------------------------------------------------------------------ | ------------------------------------ | ------------------------------------ |
|                                                                                | （2011.1.07 - 2011.3.25）            |                                      |
| SPEC～警視廳公安部公安第五課 未詳事件特別對策係事件簿～ （2010.10.08 - 2010.12.17 ） | 出生 （2011.4.22 - 2011.6.24）       |                                      |

| 香港 有線娛樂台 星期日 22:00-23:00 | 香港 有線娛樂台 星期日 22:00-23:00 | 香港 有線娛樂台 星期日 22:00-23:00 |
| ---------------------------------- | ---------------------------------- | ---------------------------------- |
|                                    | （2011.12.11 - 2012.02.26）        |                                    |
| （2011.10.02 - 2011.12.04）        | 懸 （2012.03.04 - 2012.05.13）     |                                    |

| 緯來日本台 週一至週五 21:00至22:00 (第一集分解成兩天播放) | 緯來日本台 週一至週五 21:00至22:00 (第一集分解成兩天播放) | 緯來日本台 週一至週五 21:00至22:00 (第一集分解成兩天播放) |
| --------------------------------------------------------- | --------------------------------------------------------- | --------------------------------------------------------- |
|                                                           | （2012.10.03 - 2012.10.17）                               |                                                           |
| （2012.09.24 - 2012.10.02）                               | (2012.10.19 - 2012.11.01)                                 |                                                           |